# Bahía de Plencia
La bahía de Plencia está situada al norte de la península ibérica, en Vizcaya, a orillas del mar Cantábrico. Se encuentra al final de la ría de Plencia, cerca de los municipios de Plencia, y Barrica, y a unos 18 km al norte de Bilbao y a unos 10 km al noreste de Guecho. Está delimitada por la punta Chicharropunti, al oeste, y la punta Ustriokotsek, al este. En sus aguas se disputa la regata Bandera de Plencia.
En la bahía de Plencia están las playas de Plencia, Gorliz y Astondo (Gorliz) y la de Muriola o la Cantera de Barrica.

## Puertos en la bahía

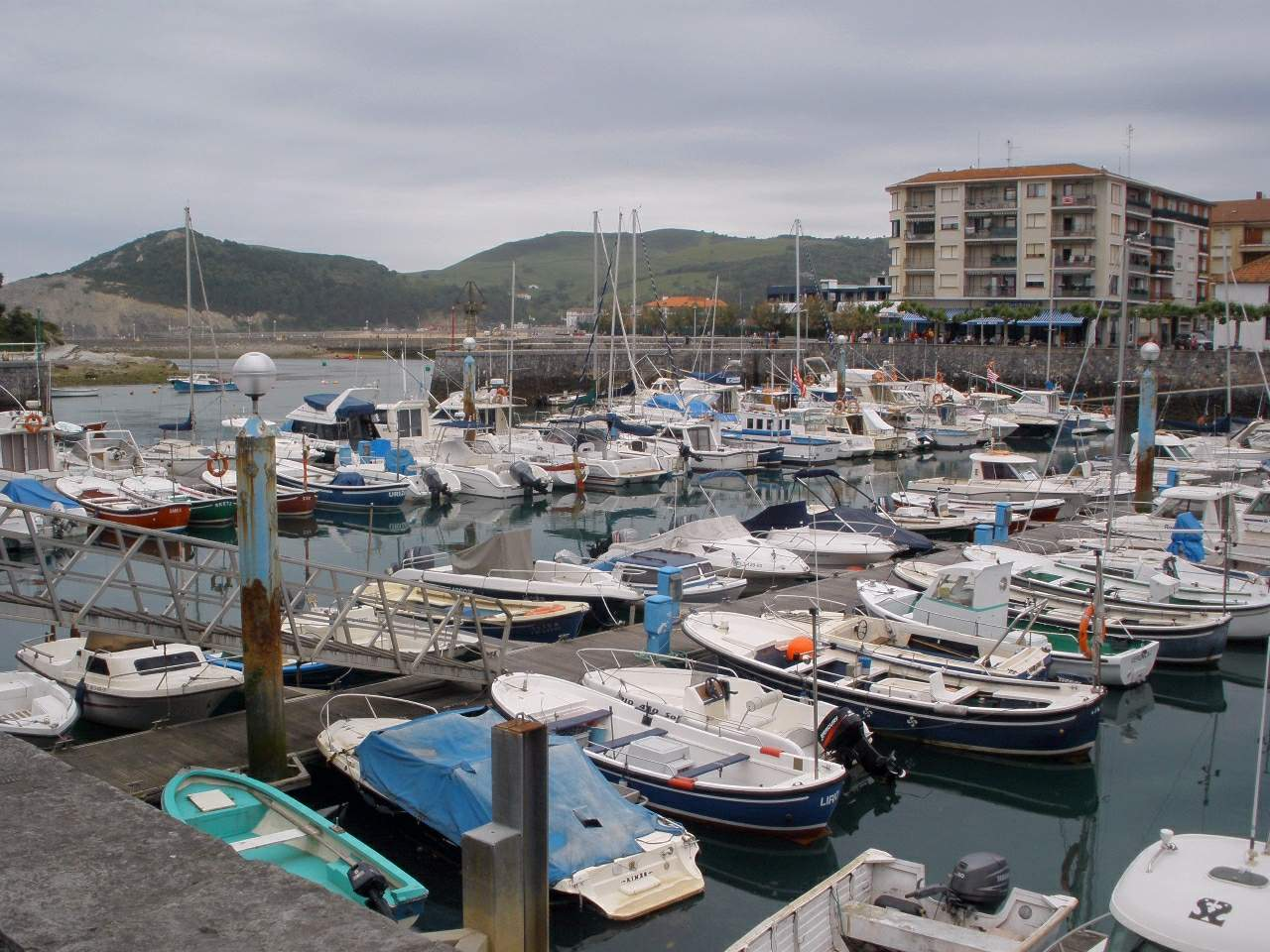
Vista del puerto deportivo de Plencia

El único puerto que tiene salida a esta bahía es el Puerto Deportivo de Plencia, puerto con pantalanes para barcos de recreo con amarres para 149 embarcaciones. También hay amarres a lo largo de la ría hasta llegar a la estación de Metro Bilbao en Plencia.

## Geografía
La bahía de Plencia está al oeste de Cabo Villano. En ella está la embocadura de la ría de Plencia que tiene su boca dirigida al mar Cantábrico. Este río mantiene la mayor parte de los pataches de Vizcaya que andan empleados en las conducciones de vena, mineral de hierro, para las ferrerías. La población de Plencia está a una milla río adentro, situada sobre la ribera del Norte. Al S 46.º O. cinco y dos tercios millas del islote de Cabo Villano está la Punta de La Galea.

## Bahía de Plentzia por Euskaltzaindia
La Real Academia de la Lengua Vasca, Euskaltzaindia, emitío el siguiente informe sobre la bahía de Plentzia: 

La Comisión de Onomástica de esta Real Academia de la Lengua Vasca /Euskaltzaindia, CERTIFICA:

Que tal como se recogía en el certificado emitido en euskera el 14 de noviembre del pasado año, la Comisión de Onomástica en la reunión celebrada en Alsasua el veintiuno de octubre de dos mil diez estudió la denominación de la bahía o abra que forma el río Butrón / Butroe y acordó que su denominación correcta es Plentziako Badia / Bahía de Plentzia.
Dos son las razones para validar este nombre, unas de tipo histórico y otras de tipo geográfico.
A lo largo de la historia para designar esta zona se ha usado el nombre de Plencia por ser la villa con puerto situada en ella y tanto los nombres de Gorliz como de Barrica no comenzaron a utilizarse hasta el siglo XX. Los testimonios están recogidos en los libros y cartas de navegación y, así, en el atlas publicado en 1544 por Battista Agnes podemos leer Plencia, escrito como Placenzia, puesto que en los mapas de aquella época se reflejaban los puertos de destino. Se puede decir lo mismo del conocido mapa publicado en 1578 por Joan Martines. En el también consta Plencia, en este caso escrito como Platentia. El testimonio eusquérico más antiguo sobre esta zona se lo debemos a Piarres Etxeberri «Dorre», que en 1677 publicó el libro Liburu Hau da Itsasoko Nabigazionekoa, donde aparece lo siguiente: Iakiteko duzu nahi baduzu muillatu Plazenzian ioanen zare ahalik eta istriborrenerat santua deskubritu artean eta etxatuko zaitu northerat eta muillazazuuest noroesta puntaren gaiñetik duzunean. Este libro, primera obra de tema naval en euskera, es la traducción del libro Les voyages aventureux du capitaine Martin de Hoyarzabal, publicado por Martin Hoyarzabal de Ziburu en 1633. Sçaches que situ veux poser au Mailhar de plaisance iras par le plus sur
deuers Stibon....

En los derroteros y cartas publicadas en los siglos XIX y XX, aunque aparecen distintos genéricos (ensenada, concha, bahía), el único nombre que aparece es Plentzia. No se mencionan ni Gorliz ni Barrica. En lo que respecta a las razones de tipo geográfico, hay que recordar que las bahías, abras y desembocaduras toman el nombre del puerto más importante. El ejemplo más claro está en la propia Bizkaia, donde a la desembocadura del Ibaizabal se denomina Abra de Bilbao / Bilboko Abra, aunque dicha villa se ubica a unos 15 kilómetros aguas arriba. Nunca se ha usado, ni propuesto siquiera denominarle Abra de Getxo a pesar de que es este municipio el que más metros de costa tiene en dicho lugar. Siguiendo la costa, se puede ver que ese el procedimiento usual. El ejemplo más claro lo ofrecen las rías de Galicia las cuales toman el nombre de las villas portuarias.
Para su envío al peticionario firmado en Bilbao el catorce de noviembre de dos mil diez.

## Curiosidades
En la bahía de Plencia se encuentran las bodegas submarinas Crusoe Treasure.
También en la bahía de Plencia se han rodado el año 2016 unas secuencias de la VII temporada de la serie de televisión Juego de Tronos.